# Laure Davoust
'Laure Davoust' est un rosier grimpant hybride de multiflora et peut-être de Rosa sempervirens, introduit en 1834 par Jean Laffay.

## Description

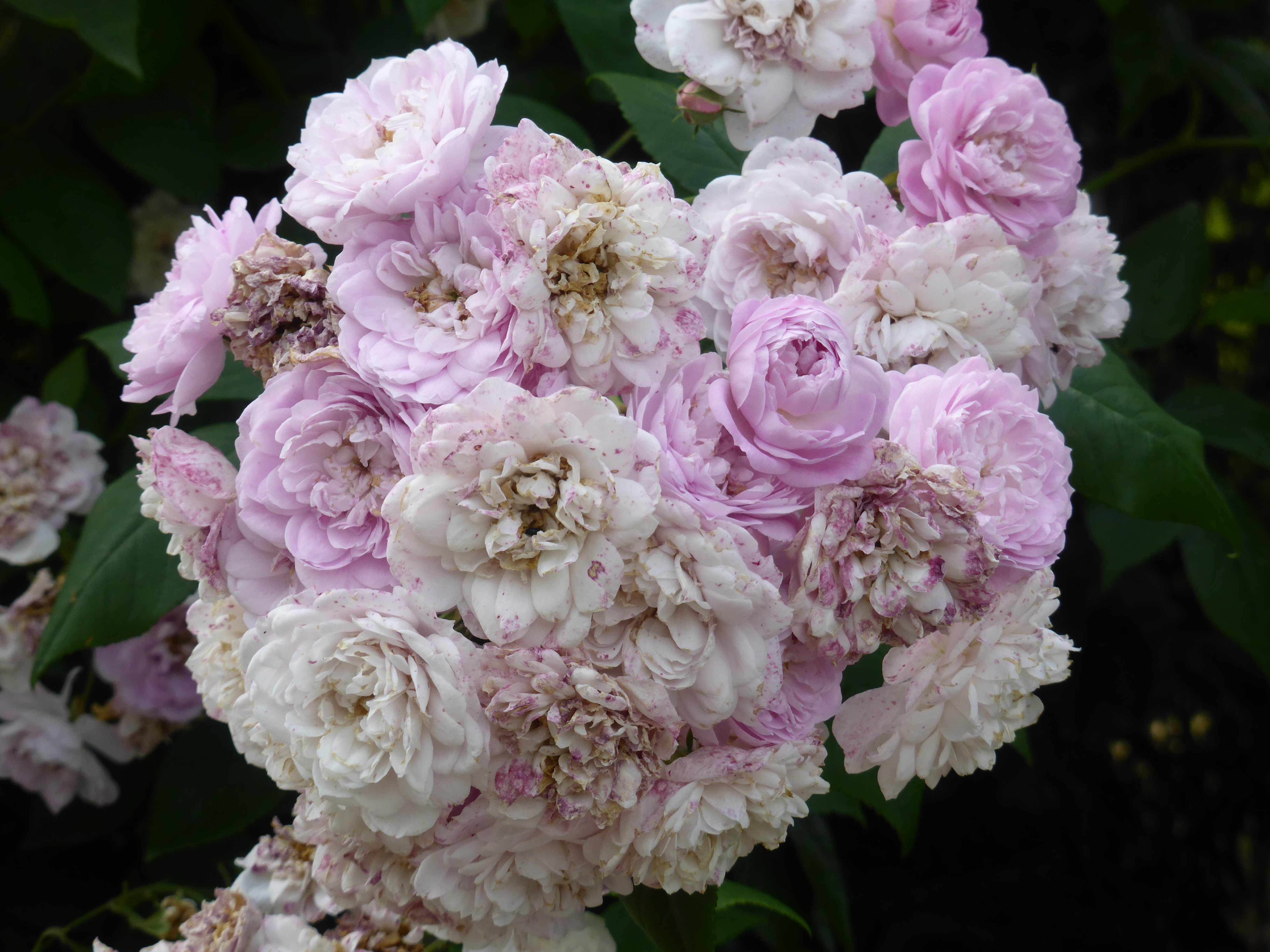
'Laure Davoust' à l'Europa-Rosarium de Sangerhausen.

Ce rosier ancien compte depuis presque deux siècles des adeptes inconditionnels car il présente de multiples bouquets très florifères de petites fleurs doubles (17-25 pétales) au cœur vert de couleur rose pâle serrées les unes contre les autres, et plus pâles au fur et à mesure. Elles exhalent un délicat parfum de thé.
Ce rosier liane très vigoureux et non remontant s'élève à 5 mètres, parfois plus. Il peut être aussi élevé en buisson épais.
Il a besoin d'une situation ensoleillée pour bien fleurir longuement en mai-juin. Il résiste à des températures de l'ordre de -20°. Il est idéal pour garnir un vieil arbre ou pour décorer une pergola ou un pilier.